# Seznam dílů seriálu Poslední základna
Toto je seznam dílů seriálu Poslední základna.

## Přehled řad
| Řada | Díly | Premiéra v USA | Premiéra v USA | Premiéra v ČR  | Premiéra v ČR   |
| Řada | Díly | První díl      | Poslední díl   | První díl      | Poslední díl    |
| ---- | ---- | -------------- | -------------- | -------------- | --------------- |
| 1    | 13   | 27. září 2012  | 24. ledna 2013 | 10. března 203 | 23. června 2013 |

## Seznam dílů

### První řada (2012–2013)
| Č. v seriálu | Původní název                  | Český název                           | Režie                 | Scénář                        | Premiéra v USA     | Premiéra v ČR   |
| ------------ | ------------------------------ | ------------------------------------- | --------------------- | ----------------------------- | ------------------ | --------------- |
| 1            | Captain                        | Kapitán                               | Martin Campbell       | Karl Gajdusek a Shawn Ryan    | 27. září 2012      | 10. března 2013 |
| 2            | Blue on Blue                   | Do vlastních řad                      | Kevin Hooks           | Karl Gajdusek                 | 4. října 2012      | 17. března 2013 |
| 3            | Eight Bells                    | Střídání stráží                       | Michael Offer         | Eileen Myers                  | 11. října 2012     | 24. března 2013 |
| 4            | Voluntold                      | Povinně dobrovolně                    | Steven DePaul         | Patrick Massett a John Zinman | 18. října 2012     | 31. března 2013 |
| 5            | Skeleton Crew                  | Minimální stav posádky                | Michael Offer         | David Wiener                  | 25. října 2012     | 14. dubna 2013  |
| 6            | Another Fine Navy Day          | Další báječný den u námořnictva       | Christopher Misiano   | Ron Fitzgerald                | 8. listopadu 2012  | 28. dubna 2013  |
| 7            | Nuke It Out                    | Hledání řešení                        | Michael Offer         | Nick Antosca a Ned Vizzini    | 15. listopadu 2012 | 5. května 2013  |
| 8            | Big Chicken Dinner             | Zproštění služby pro nevhodné chování | Gwyneth Horder-Payton | Julie Siege                   | 29. listopadu 2012 | 12. května 2013 |
| 9            | Cinderella Liberty             | Volno do půlnoci                      | Lesli Linka Glatter   | Morenike Balogun              | 6. prosince 2012   | 19. května 2013 |
| 10           | Blue Water                     | Mezinárodní vody                      | Billy Gierhart        | Eileen Myers a Julie Siege    | 13. prosince 2012  | 26. května 2013 |
| 11           | Damn the Torpedoes             | Zatracená torpéda                     | Clark Johnson         | Patrick Massett a John Zinman | 10. ledna 2013     | 2. června 2013  |
| 12           | The Pointy End of the Spear    | Rozmístění mužů na hrotu              | Paris Barclay         | Ron Fitzgerald                | 17. ledna 2013     | 16. června 2013 |
| 13           | Controlled Flight Into Terrain | Řízený nálet                          | Michael Offer         | Karl Gajdusek a David Wiener  | 24. ledna 2013     | 23. června 2013 |